# Ludwika Pruska
Ludwika Augusta Pruska (ur. 1 lutego 1808 w Królewcu, zm. 6 grudnia 1870 w Wassenaar), księżniczka Prus, księżna Holandii

## Życiorys
Ludwika Augusta była córką Fryderyka Wilhelma III Hohenzollerna, króla Prus, i królowej Luizy, z domu księżniczki Mecklenburg-Strelitz.
21 maja 1825 roku w Berlinie, wyszła za mąż za Fryderyka, księcia Holandii, drugiego syna Wilhelma I, króla Holandii, i królowej Wilhelminy Pruskiej.

### Dzieci
- Wilhelmina Fryderika Aleksandra Anna Ludwika (1828–1871), żona Karola XV Szwedzkiego (1826–1872)
- Wilhelm Fryderyk (1833–1834)
- Wilhelm Fryderyk (1836–1846)
- Wilhelmina Fryderyka Anna Elżbieta Maria (1841–1910), żona Wilhelma Adolfa Maksymiliana Karola zu Wied (1845–1907). Matka Wilhelma zu Wied, władcy Albanii.